# Възраждане на Белчин (фондация)
„Възраждане на Белчин“ е фондация в село Белчин, община Самоков.
Фондацията е учредена на 27 юли 2007 г. от инициативен комитет с председател Симеон Пешов, мажоритарен собственик на „Главболгарстрой“.
Има за цел подпомагане и съдействие на местните физически и юридически лица за развитието на селата Белчин и Белчин бани, популяризирането и превръщането им в курортен комплекс на европейско ниво.

### Дейност
Инвестира в археологическите разкопки на Цари Мали град на хълма Свети Спас над с. Белчин. Комплексът е тържествено открит на 18 юли 2013 в присъствието на министъра на регионалното развитие Десислава Терзиева, министъра на културата Петър Стоянович, Знеполския епископ Йоан, народни представители, кмета Владимир Георгиев, общински съветници и кметове от общината.
Друга дейност, свързана с културното развитие на селото, е въздигането на паметник на централния площад в прослава на белчинците, загинали по време на Балканската и световните войни. Откриването му е на 22 септември 2008 г. – точно 100 години след обявяването на независимостта на България от турско владичество.